# Ángel Atienza
Ángel Atienza Landeta (Madrid, 1931. március 16. – Madrid, 2015. augusztus 23.) spanyol labdarúgó, hátvéd, képzőművész.

## Pályafutása

### Labdarúgóként
1951 és 1954 között a Real Zaragoza, 1954 és 1959 között a Real Madrid labdarúgója volt. A madridi csapattal három-három spanyol bajnoki címet és BEK-győzelmet ért el.

### Képzőművészként
1958-ban egy közép-európai utazása során fedezte fel a betonba illesztett színes üveget, mint művészi kifejezést. Ezt követően más művészekkel kezdett együttműködni és elkezdett mozaik falfestményeket és ólomüveg darabokat készíteni. 1964-ben kezdett kerámia falfestményeket készíteni. Első munkája a logroñói Carlton Rioja Hotelben volt. 1976 és 2001 között Venezuelában élt, ahol új anyagokat kezdett beépíteni falfestményeibe, mint a vas, a bronz és az alumínium. Miután visszatért Spanyolországba továbbra is festészettel foglalkozott és kiállításokon vett részt.

## Sikerei, díjai
Real Madrid
- Spanyol bajnokság
  - bajnok (3): 1954–55, 1956–57, 1957–58
- Bajnokcsapatok Európa-kupája (BEK)
  - győztes (3): 1955–56, 1956–57, 1957–58